# Chinacla
Chinacla è un comune dell'Honduras facente parte del dipartimento di La Paz.
Il comune risultava già come entità indipendente nel censimento del 1791.